# Komeljski Vrh
Komeljski Vrh (nemško Kömmelgupf) je naselje v Občini Pliberk v Okraju Velikovec na Koroškem v Avstriji.